# حمام داران
حمام داران مربوط به دوره قاجار است و در شهرستان جلفا، بخش مرکزی، دهستان داران، روستای داران واقع شده و این اثر در تاریخ ۲۸ اسفند ۱۳۸۵ با شمارهٔ ثبت ۱۸۹۰۰ به‌عنوان یکی از آثار ملی ایران به ثبت رسیده است.